# 巽祐一郎
巽 祐一郎（たつみ ゆういちろう、1962年7月28日 - ）は、日本の映像作家、映画監督、脚本家。日本放送作家協会員、日本脚本家連盟員。巽和夫の息子。

## 略歴
中学生の頃に始めた自主映画制作活動がきっかけとなり、21歳の時にエリックサティ（5曲分）のプロモーションビデオのディレクターに抜擢される（制作・テレビ東京「サウンドブレイク」）、以降インディーズバンドだった有頂天、ラフィンノーズなど多くのインディーズバンドのライブビデオ、プロモーションビデオを手がける。 
一方、テレビアニメ、刑事ものテレビドラマなどの脚本を執筆。映画の助監督やVPのビデオカメラマンとしても活動。 劇場公開映画として、「FLOWERS*」「怪獣の観た夢」「D＃1〈ディー・シャープ・ワン〉」などのインディペンデント映画を製作・監督。深夜TVドラマの脚本・監督、教育番組のスタジオディレクター、NHKのドキュメンタリー番組の構成・演出、大型映像IMAX映画の監督、アニメーションの演出、幕張メッセなどでのビジュアルイベントでの総合演出、ロケットの打ち上げの生中継の総合ディレクターなど、多彩な活動を行う。中でも宇宙科学に関する映像を多く手がけ、JAXA宇宙科学研究所の作品は50作品を超え、NGOとして関わった日本ユニセフ協会の広報ビデオも多く演出している。
本人の監督・演出作品では、自ら編集、モーショングラフィックス、3DCG、VFXを行なっている。

## 作品

### 監督（演出）作品
- 映画「FLOWERS*」劇場公開作品
  - (出演：袴田吉彦、今宿麻美、杉浦太陽、でんでん、小林明実、吉永雄紀、陸守絵麻、春名美咲、りょう 画：ツバキアンナ）
- 映画「D＃1〈ディ・シャープ・ワン〉」劇場公開作品[1]
  - (出演：田付貴彦、趙方豪、余貴美子、大杉漣、でんでん、大鷹明良、末広ゆい、内山眞人、児島巳佳 他)
- 映画「怪獣の観た夢」（日映）
  - (出演：北公次、内田春菊、蛭子能収、でんでん 、萩原聖人、余貴美子、かわいさとみ 他)
- 映画「陰詩」劇場公開作品 共同監督 旭 正嗣[2]
  - (出演：今宿麻美、熊田曜子、上野未来、高野八誠 他)
- 映画「吾輩は保護犬である」劇場公開作品[3][4]
- TV「素敵な恋をしてみたい」（TBS）
- TV「オ・ト・ナにして コンプレックスブルー」（テレビ朝日）
  - (出演：雛形あきこ、宝生舞、菅野美穂、神田うの、ブルーボーイ 他)
- TV「妻が語る思い出の作家たち 高見順 編」（NHK）
- TV「サウンドブレイク」（テレビ東京）
- ビデオ「はやぶさの大いなる挑戦!!」文部科学大臣賞受賞
- ビデオ「子どもの権利を買わないで〜プンとミーチャの物語〜」 CGアニメーション（日本ユニセフ）
- DVD「親子で学ぶ 仏教ものがたり」全７巻
- CGアニメーション（シナノ企画）
- ビデオ「やすらぎ」＊オムニマックス映画（大宮市宇中劇場・電通）
- ビデオ「BE PUNX!」（ジャパンホームビデオ）
  - (出演：ラフィンノーズ 有頂天 ばちかぶり キャー）
- TVCM「天使のたまご」
- アイドルDVD「西原亜希」他多数
- 他多数

### 脚本作品
- Vシネマ「東京デカメロン」（東北新社）
- 「素敵な恋をしてみたい」（TBS）
- 「はだかの刑事」（日本テレビ）
- 「ベイシティコップ」（テレビ朝日）
- 「あきれた刑事」（日本テレビ）
- 「花のあすか組!」（テレビ朝日）
- 「魔法の妖精ペルシャ」（日本テレビ）

### ネット中継演出
- 「はやぶさ」（JAXA）運用ストリーミング番組
- 平原綾香「星つむぎの歌」ライブストリーミング番組
- 「M-Vロケット5号機～7号機」（JAXA）各号機打ち上げストリーミング番組
- 「英語のしくみがみえてくる」「らくらく数学総合」等多数（河合塾）
- 「しし座流星群 アッシャー博士」ストリーミング番組

### 広報ビデオ・CS番組、販売DVD製作
- 「はやぶさの大いなる挑戦!!」文部科学大臣賞受賞
- 「Welcome to ISAS」各年度版 
  - 「Welcome to JAXA」
  - 「再使用観測ロケットFRV」
  - 「子ども向け宇宙研紹介ビデオ」
  - 「おおすみ40周年記念ビデオ」
  - 「水ロケット」
  - 「宇宙環境利用」
  - 「大気球とBOV」
  - 「無重力実験システム」
  - 「COSPAR」
  - 「宇宙の謎にせまる」
  - 「水ロケット」
  - 「ミウラ折り」
  - 宇宙へとびだせシリーズ「はやぶさ」
  - 「教育センター広報ビデオ」
  - 「太陽観測衛星 ひので」
  - 「金星探査機 あかつき」
  - 「赤外線天文衛星 あかり」
  - 「50年目の再現 ペンシルロケット水平試射」
  - 「火星探査機 のぞみ」
  - 「ロケット開発のあゆみ」
  - 「再使用ロケット RVT」
  - 「水星探査機ベピ・コロンボ」
  - 「工学探査衛星 はやぶさ」
  - 「X線天文衛星 ASTRO-E2」
  - 「赤外線天文衛星 ASTRO- F」
  - 「太陽観測衛星 SOLAR-B」
  - 「月探査ミッション LUNAR-A」
  - 「月周回衛星 SELENE」
  - 「金星探査機 PLANET-C」
  - 「ISAS将来計画7衛星」

### その他
- ペンシルロケットフェスティバル（幕張メッセ）イベント製作業務
- JAXA 宇宙科学研究所既存フィルムデジタル化
- JAXA 宇宙科学研究所既存データのマルチメディアコンテンツ化
- WEBサイト「TV@ISAS」の製作・運用
- JAXA 宇宙科学研究所のロケット・衛星等のコンピュータグラフィックスの製作